# Ramdas Gandhi
Pour les articles homonymes, voir Gandhi (homonymie).
Ramdas Gandhi (2 janvier 1897 - 14 avril 1969) est le troisième fils du Mahatma Gandhi. Il est né en Afrique du Sud. Il survit à tous ses frères. Lui et sa femme Nirmala ont trois enfants : Sumitra, Kanu et Usha. Il est actif dans le mouvement d'indépendance de son père.